# Akodon subfuscus
Akodon subfuscus és una espècie de mamífer rosegador de la família dels cricètids. Viu a altituds d'entre 1.900 i 4.500 msnm a Bolívia i el Perú. Els seus hàbitats naturals són els herbassars, les selves nebuloses, els boscos nans, els boscos de Polylepis i els camps de conreu. És una espècie en risc mínim, és a dir, no sembla que hi hagi cap amenaça significativa per a la seva supervivència. El seu nom específic, subfuscus, significa ‘marronós’ en llatí.